# 오픈SSH
오픈SSH(OpenSSH, OpenBSD Secure Shell)는 시큐어 셸 (Secure Shell, SSH) 프로토콜을 이용하여 암호화된 통신 세션을 컴퓨터 네트워크에 제공하는 컴퓨터 프로그램의 모임이다. SSH 커뮤니케이션스 시큐리티가 제공하는 사유 시큐어 셸 소프트웨어 제품군을 대체할 목적으로 오픈 소스로 작성되었다. 테오 드 라트(Theo de Raadt)의 주도 하에 오픈SSH는 보안을 중시하는 오픈BSD 프로젝트의 일부로 개발되었다. 이 프로젝트의 개발은 기부로 운영된다.

## 역사
오픈SSH는 Tatu Ylönen에 의해 개발되었던 현재 사유 소프트웨어인 오리지널 SSH 소프트웨어의 대안으로서 OpenBSD 팀에 의해 개발되었다. 원래 오리지널 SSH의 소스 코드를 이용할 수 있으나 배포 및 이용에 여러 제한이 부과되었다. 오픈SSH는 포크에 적절한 라이선스를 가진 마지막 버전인 Tatu Ylönen의 오리지널 자유 SSH 1.2.12 릴리스의 포크였던 Björn Grönvall의 OSSH의 포크로서 개발되었다. 오픈SSH 개발자들은 자신들의 애플리케이션이 오리지널보다 더 안전하다고 주장하는데 이는 깨끗하고 감사를 받은 코드를 만드는 정책 때문이며, 또 오픈 소스 라이선스의 하나인 BSD 라이선스로 출시되기 때문이다.
오픈SSH는 오픈BSD 2.6에 처음 등장하였다. 최초의 포터블 릴리스는 1999년 10월에 개발되었다.
2015년 10월 19일에, 마이크로소프트는 오픈SSH가 윈도우에 네이티브로 지원되며 윈도우 파워셸을 통해 접근이 가능하다고 발표하였으며, 이 부분은 초기 구현체로서 출시되어 코드가 대중에게 공개되어 있다.

## 기능

### 지원 공개키 유형
OpenSSH는 다음 공개키 유형을 지원한다: · 
- ecdsa-sha2-nistp256 (2011년 출시된 OpenSSH 5.7 이상)[10]
- ecdsa-sha2-nistp384 (OpenSSH 5.7 이상)
- ecdsa-sha2-nistp521 (OpenSSH 5.7 이상)
- ecdsa-sk (2020년 출시된 OpenSSH 8.2 이상)[11]
- ed25519-sk (OpenSSH 8.2 이상)
- ssh-ed25519 (2014년 출시된 OpenSSH 6.5 이상)[12]
- ssh-dss (2015년 출시된 OpenSSH 7.0 이상에서 런타임 중에는 비활성화)[13]
- ssh-rsa
- rsa-sha2-256 (2016년 출시된 OpenSSH 7.2 이상)[14]
- rsa-sha2-512 (OpenSSH 7.2 이상)

## 같이 보기
- SFTP